# Colpochila vesca
Colpochila vesca är en skalbaggsart som beskrevs av Britton 1986. Colpochila vesca ingår i släktet Colpochila och familjen Melolonthidae. Inga underarter finns listade i Catalogue of Life.